# Ampedus trossulus
Ampedus trossulus is een keversoort uit de familie kniptorren (Elateridae). De wetenschappelijke naam van de soort werd voor het eerst geldig gepubliceerd in 1979 door Elena Gurjeva.